# 张天民 (1914年)
张天民（1914年—1997年），山东平原人，中华人民共和国政治人物。
担任志愿军后勤五分部政委、中国建筑工会主席、党组书记。1954年，当选第一届全国人民代表大会代表。